# Campoplex montanus
Campoplex montanus là một loài tò vò trong họ Ichneumonidae.